# حسام الحرمين
حسام الحرمين على منحر الكفر والمين هو كتاب ألفه أحمد رضا خان (1856 - 1921م) في عام 1323هـ والذي صنّف فيه مؤسسي حركة الديوبندية والجماعة الأحمدية كمرتدين.
نُشر الكتاب باللغات العربية والأردية والإنجليزية والتركية والهندية ويُدرس بشكل إلزامي في الجامعة الأشرفية.

## تاريخ
قام أحمد رضا خان في عام 1905م بالحج إلى الأماكن المقدسة في الحجاز. وأعد خلال هذه الفترة رسالة نقل بها أقواله في حركتي الديوبندية والقاديانية من كتابه «المعتمد المستند» لعرضها على معاصريه من علماء الحرمين الشريفين وبيان موقفهم من هذه الفرق. جمع أحمد رضا خان خمسًا وثلاثين تقريظًا من زملائه العلماء والذين افتوا جميعًا بكفر مؤسسي هذه الحركات، ثمّ طبع رسالته مع تقريظاتهم عليها في كتاب سماه: «حسام الحرمين على منحر الكفر والمين». كما حث حكومة الهند البريطانية على إعدام مؤسسي تلك الحركات البدعية.
تتناول الفتوى بشكل منفصل كل مما يلي:

### الحركة الديوبندية
تم اعتبار علماء ديوبند الرئيسيين محمد قاسم النانوتوي ورشيد أحمد الكنكوهي وأشرف علي التهانوي كفارًا بزعم كتابة نصوص مسيئة عن الله والنبي محمد والأولياء.
ردًا على الكتاب قام خليل أحمد السهارنفوري بجمع مجموعة من الأسئلة والأجوبة وأخذ تقاريظ مختلف العلماء في دار العلوم ديوبند عليها وسماها المهند على المفند وقدمها لعلماء مكة والمدينة متهمًا أحمد رضا خان بأنه نسب إليهم عقائد لم تصح عنهم. في المقابل قام علماء البريلوية بتأليف عدة كتب في الرد على كتاب خليل أحمد مثل: «التحقيقات لدفع التلبيسات» لنعيم الدين المراد آبادي، و «راد المهند على المفند» لحشمت علي خان تلميذ أحمد رضا خان نفسه.

### الحركة الأحمدية
صرح أحمد رضا خان بكفر ميرزا غلام أحمد القادياني مؤسس الحركة الأحمدية بسبب زعمه أنه نبي يُوحى إليه وانكاره كون الرسول ﷺ خاتم النبيين وغير ذلك من الكفريات المنسوبة إليه.

## روابط خارجية
- حسام الحرمين بلغات مختلفة